# Campionati del mondo di ciclismo su strada 2024 - Cronometro femminile Junior
La cronometro femminile junior dei Campionati del mondo di ciclismo su strada 2024 si è svolta il 24 settembre 2024 con partenza ed arrivo a Zurigo, in Svizzera, su un percorso totale di 18,8 km. La medaglia d'oro è stata appannaggio della britannica Cat Ferguson con il tempo di 23'49"72 alla media di 47,338 km/h, che ha preceduto la slovacca Viktória Chladoňová e l'altra britannica Imogen Wolff.
Delle 59 cicliste accreditate alla partenza, 58 hanno completato il percorso.

## Ordine d'arrivo (Top 10)
| Pos. | Corridore           | Squadra       | Tempo     |
| ---- | ------------------- | ------------- | --------- |
| 1    | Cat Ferguson        | Gran Bretagna | 23'49"72  |
| 2    | Viktória Chladoňová | Slovacchia    | a 34"30   |
| 3    | Imogen Wolff        | Gran Bretagna | a 36"60   |
| 4    | Fee Knaven          | Paesi Bassi   | a 47"69   |
| 5    | Kamilla Aasebø      | Norvegia      | a 54"96   |
| 6    | Lauren Bates        | Australia     | a 58"43   |
| 7    | Paula Ostiz         | Spagna        | a 1'03"79 |
| 8    | Messane Bräutigam   | Germania      | a 1'09"27 |
| 9    | Megan Arens         | Paesi Bassi   | a 1'09"34 |
| 10   | Sidney Swierenga    | Canada        | a 1'09"37 |